# Mads Hermansen
Mads Hermansen (Odense, 11 juli 2000) is een Deens voetballer die als doelman speelt. Hij tekende in 2023 voor Leicester City.

## Clubcarrière
Leicester City haalde Hermansen in 2023 weg bij Brøndby IF, waar hij twee seizoenen eerste keus was onder de lat. De Deen tekende een contract voor vijf seizoenen en promoveerde na één seizoen met Leicester City naar de 
Premier League.

## Interlandcarrière
Hermansen werd op 30 mei 2024 door Kasper Hjulmand voor het eerst opgenomen in de Deense selectie, voor het EK 2024 in Duitsland. Denemarken speelde in de groepsfase gelijk tegen Slovenië, Engeland en Servië, waarna het in de achtste finales werd uitgeschakeld door gastland Duitsland (2–0). Hermansen kwam op het toernooi niet in actie.